# Plaza Veintiocho de Julio

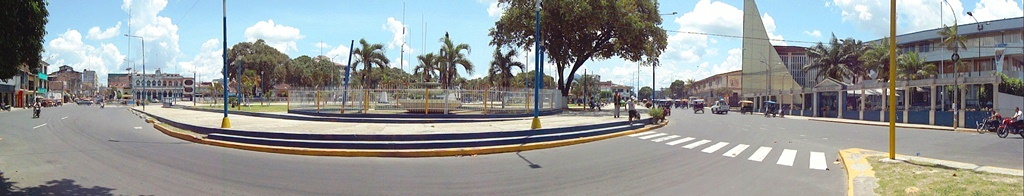
Plaza 28 de Julio

La plaza Veintiocho de Julio está situada en el extremo suroeste del centro de la Ciudad de Iquitos. Es la plaza más grande de la ciudad, y la segunda en importancia por detrás de la plaza de Armas de Iquitos.
En 2013, la Municipalidad Provincial de Maynas anunció su total reconstrucción para adquirir un «matriz tradicional-ecológico». Este consistiría en modernizar totalmente sus zonas, así como la implementación de dos larguísimas escalinatas que, ambas cruzando la plaza, se unirían en el obelisco central.

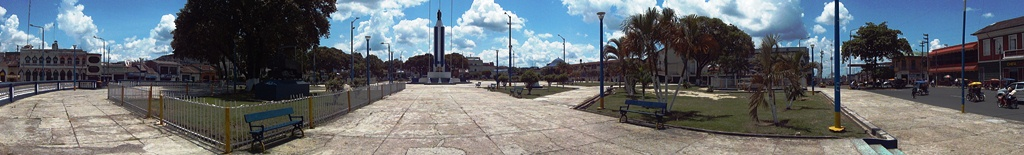
Panorama interno del diseño original de la plaza presente ahora.